# Ann Haven Morgan
Ann Haven Morgan, née Anna Morgan (6 mai 1882, Waterford - 5 juin 1966, South Hadley) est une universitaire, zoologiste et écologiste américaine. 

## Biographie
Originaire du Connecticut, Anna Morgan fréquente le Williams Memorial Institute de New London. En 1902, elle intègre le Wellesley College, avant d’être transférée à l'Université Cornell. Elle étudie l'entomologie et la zoologie, auprès d’Anna Botsford Comstock. Entre 1906 et 1909, après l’obtention de sa licence, elle travaille comme assistante et enseignante au département de zoologie du Mount Holyoke College,.
Pendant les étés 1907 et 1908, Anna Morgan retourne à l'Université Cornell où elle étudie avec le professeur de biologie aquatique James Needham. Sur les recommandations de James Needham, elle intègre la Entomological Society of America quelques années plus tard, un honneur rare pour les femmes à cette époque.
En 1912,  elle obtient son doctorat de l'Université Cornell, avec une dissertation intitulée, A Contribution to the Biology of the May-fly (Une contribution à la biologie de l’éphémère). Grâce à des dessins détaillés, elle a soigneusement documenté les habitudes des insectes, tout en mettant en avant une nouvelle découverte concernant son évolution : l'adaptation. Lors de la collecte des spécimens, elle  observe que les éphémères dont l'habitat naturel est une berge boueuse adoptent des comportements différents des spécimens dont l'habitat naturel est une rivière rapide. Cette capacité d’adaptation est devenue le centre de ses recherches,.
Après avoir raccourci son nom en Ann, elle devient professeure agrégée du Mount Holyoke College en 1914, puis professeure à temps plein en 1918. Elle commence sa carrière dans l'éducation en tant qu'assistante de Cornelia Clapp. De 1916 à sa retraite, elle œuvre comme présidente du département de zoologie de Holyoke.  Pendant les mois d'été, elle enseigne la zoologie marine au Woods Hole Marine Biological Laboratory. Tout au long des années 1920, elle transmets à ses élèves la manière dont la nature crée son propre environnement et comment, dans cet environnement, les espèces peuvent survivre,,,.
Ann Haven Morgan décède d'un cancer de l'estomac à South Hadley, le 5 juin 1966.

## Recherches
Les recherches et l'enseignement d'Ann Morgan portent sur la limnologie, l’entomologie, l'hibernation animale et les questions écologiques et environnementales. Elle est l’autrice de trois ouvrages sur la zoologie. 
En 1926, elle se rend en Guyane britannique, située en Amérique du Sud afin d’étudier l'éphémère à pattes. Sur place, elle entame une réflexion sur une question laissée sans réponse lors de ses études de doctorat, à savoir pourquoi les éphémères conservent-ils certaines caractéristiques de l'enfance, comme les pattes antérieures plus longues, alors que d'autres parties du corps disparaissent. L’entomologiste observe que les éphémères mâles adultes conservent leurs longues pattes avant parce qu'ils les utilisent pour saisir la femelle pendant l'accouplement. Puisque les autres parties du corps ne sont pas nécessaires pour la reproduction, par l'adaptation, elles ont tout simplement disparu.
Pendant les années 1940, en pleine Seconde Guerre mondiale, Ann Morgan et ses étudiants se joignent à de nombreux Américains pour envoyer des colis de soins aux soldats alliés. En 1944, en qualité de biologiste aquatique de l'État du Massachusetts, elle entreprend une nouvelle étude sur les écosystèmes des lacs de l'État. En temps de guerre, les pénuries alimentaires sont fréquentes. Pour Ann Morgan, si l’approvisionnement alimentaire des poissons est épuisé, plus de poissons mourront et, à son tour, l'approvisionnement en poisson destiné à la consommation humaine diminuera. L'étude de la zoologiste sur le poisson a non seulement mis en lumière le besoin de conservation comme moyen de maintenir les populations de poissons, mais a également permis de découvrir les moyens de fournir plus de nourriture aux êtres humains. Au cours de ce projet, elle est surnommée, la "Big Fish Lady".
En 1947, Ann Morgan prend sa retraite de l'enseignement, mais elle continue cependant à étudier, écrire et animer des ateliers sur la conservation de la nature.

## Publications

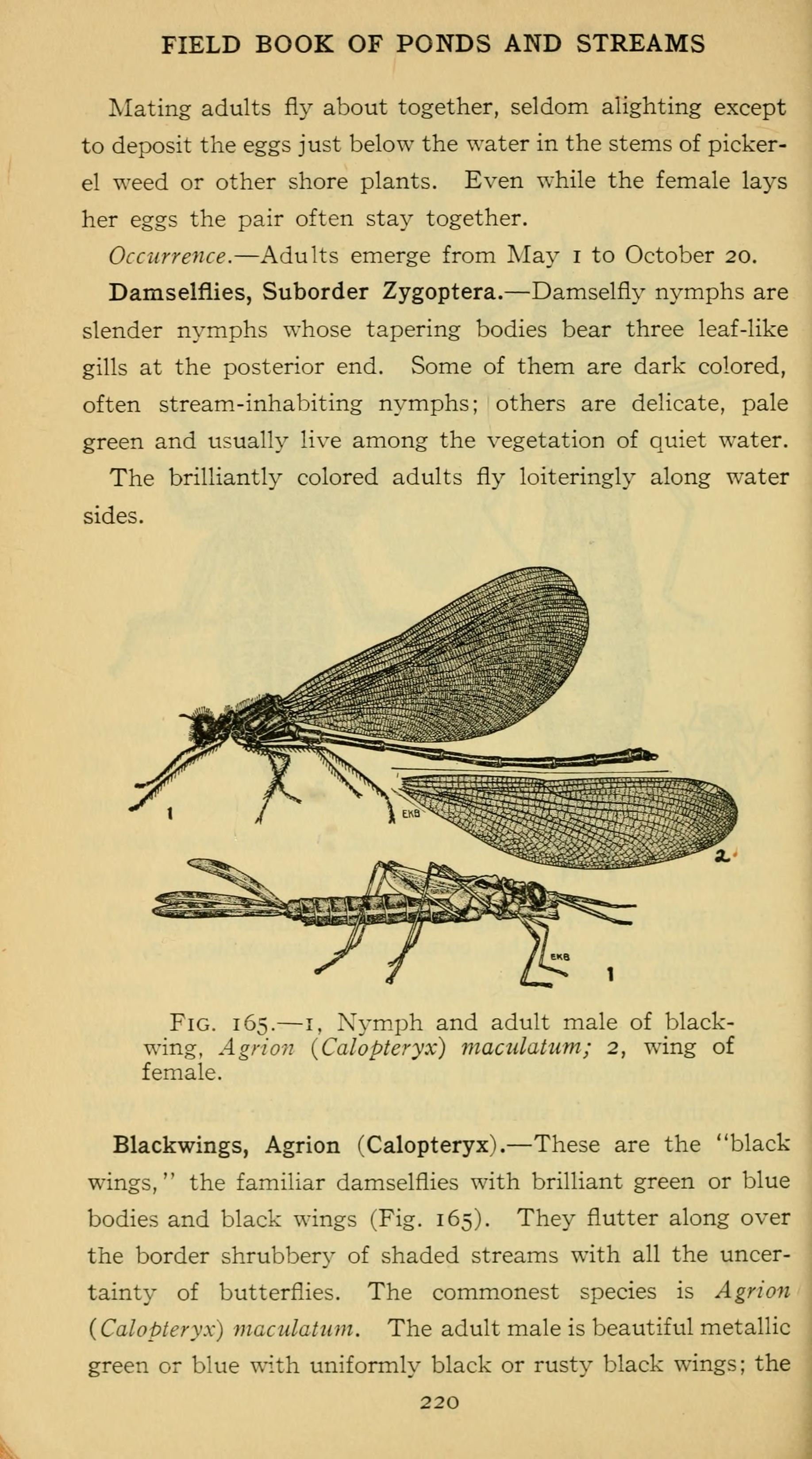
Field book of ponds and streams; an introduction to the life of fresh water, par Ann Haven Morgan comprenant près de 330 illustrations, Early Women in Science, 1930.

En 1930, Ann Haven Morgan publie son premier livre, Field Book of Ponds and Streams: an Introduction to the Life of Fresh Water. Avec ce volume, elle rédige le livre qu'elle aurait voulu lire quand elle était une enfant. Devenu plus qu’un guide, l’ouvrage a inspiré des lecteurs partout dans le monde à devenir de meilleurs observateurs de la nature. Les lettres de remerciements qu’elle reçoit  saluent ces nouvelles connaissances nécessaires pour comprendre et apprécier le monde naturel.
Publié en 1939, Field Book of Animals in Winter, s'intéresse aux façons dont les animaux se préparent à l'hiver. Il s’agit de l’un des premiers ouvrages à traiter de l’hibernation des animaux. Comme son premier ouvrage, Field Book of Animals in Winter est également devenu un best-seller international. Face à cette renommée, le comité de rédaction de l'Encyclopedia Britannica, demande la permission et l'aide d’Ann Morgan pour développer un film éducatif basé sur son travail,.
En 1955, Ann Morgan publie son troisième livre, Kinships of Animals and Man, un manuel de biologie animale reflétant une nouvelle fois son souci croissant pour l'environnement. Pour l’autrice : « L'humanité est confrontée à deux problèmes très anciens, vivre avec elle-même et vivre avec son environnement naturel ». A travers son travail, elle propose la solution suivante : « La conservation est une façon de résoudre ces problèmes, à travers une appréciation et un soin intelligent des êtres vivants et de leur environnement ».

## Distinctions
En 1933, elle intègre la nouvelle édition de l’American Men of Science. Ann Haven Morgan est lauréate des bourses de recherche de l'Association américaine pour l'avancement des sciences, de la Fondation Rockefeller et de l'Académie nationale des sciences.